# Aslewa
Aslewa (nep. अस्लेवा) – gaun wikas samiti w zachodniej części Nepalu w strefie Lumbini w dystrykcie Gulmi. Według nepalskiego spisu powszechnego z 2001 roku liczył on 753 gospodarstw domowych i 3514 mieszkańców (2019 kobiet i 1495 mężczyzn).